# Маркус Волф
Маркус Йоханес „Миша“ Волф (на немски: Markus Johannes „Mischa“ Wolf) е офицер – генерал-полковник, в Германската демократична република (ГДР), ръководител на Службата за външно разузнаване на ЩАЗИ от 1958 до 1986 г.

## Биография
Роден е в Хехинген (днес в Баден-Вюртемберг), Германия на 19 януари 1923 г. Баща му Фридрих Волф е писател и лекар, брат му Конрад Волф става кинорежисьор. Фридрих Волф има еврейски произход и членува в Комунистическата партия на Германия, поради което след идването на власт на Адолф Хитлер емигрира през Швейцария и Франция в Съветския съюз.
В Москва Маркус Волф посещава германско, а след това – руско училище. През 1940 г. постъпва в Института по самолетостроене, който след началото на войната между Германия и Съветския съюз е евакуиран в Алма Ата. През 1942 г. се прехвърля на работа в Коминтерна, където е подготвян за работа под прикритие отвъд фронтовата линия.
След края на Втората световна война Волф е изпратен в Берлин, където работи като радиожурналист в съветската окупационна зона. Част от работата му е да следи Нюрнбергските процеси срещу нацистките водачи.
През 1953 г. Маркус Волф е сред първите служители на новосъздадената Служба за външно разузнаване в Министерството на държавната сигурност (ЩАЗИ) на Германската демократична република, а през 1958 г. оглавява службата. Често е наричан „Човекът без лице“, тъй като избягва обществени изяви и външният му вид дълго време остава неизвестен за обществеността. Пенсионира се през 1986 г., като мястото му е заето от Вернер Гросман.
Малко преди Обединението на Германия Маркус Волф напуска страната и иска политическо убежище в Русия и Австрия. След като му е отказано, той се връща в Германия, където е арестуван. През 1993 г. е осъден на 6 г. затвор за държавна измяна, но присъдата е отменена от Федералния наказателен съд, тъй като действията му са извършени от територията на независимата по онова време ГДР. През 1997 г. отново е осъден – условно на 2 години затвор, за незаконно задържане, насилие и телесни повреди. Издадена му е и присъда от 3 дни затвор за отказа да свидетелства на делото срещу Паул Герхард Флемиг.
Маркус Волф умира в съня си, в собствения си дом в Берлин на 9 ноември 2006 г.